# Dwustu pięciu męczenników japońskich
205 męczenników japońskich, właśc. Alfons z Navarrete i 204 towarzyszy – grupa błogosławionych Kościoła katolickiego, męczenników z Japonii w latach 1617-1632.
W okresie Edo (nazwanym od ówczesnej nazwy Tokio, będącego stolicą siogunów z rodu Tokugawa) doszło do prześladowań chrześcijan.
Beatyfikacji 205 męczenników dokonał papież Pius IX 7 lipca 1867 roku. Dokument datowany jest 7 maja 1867.
Na dzień pamięci wybrano 10 września, tj. dzień wielkiej masakry w Nagasaki w 1622, kiedy to 22 osoby spalono żywcem a 30 kolejnych zostało ściętych.

## Lista 205 męczenników japońskich

### Japończycy

#### Dominikanie
- Bł. Antoni od św. Dominika
- Bł. Dominik od Różańca
- Bł. Mancjusz od Krzyża
- Bł. Mancjusz od św. Tomasza Shibata
- Bł. Piotr od św. Marii
- Bł. Tomasz od Różańca
- Bł. Tomasz od św. Jacka

#### Jezuici
- Bł. Antoni Ishida Kyūtaku
- Bł. Antoni Kyūni
- Bł. Augustyn Ōta
- Bł. Dionizy Fujishima Jubyōe
- Bł. Gonsalwy Fusai Chōzō
- Bł. Jan Chūgoku
- Bł. Jan Kisaku
- Bł. Kacper Sadamatsu
- Bł. Leonard Kimura
- Bł. Ludwik Kawara Rokuemon
- Bł. Michał Nakashima Saburōemon
- Bł. Michał Satō Shunpō
- Bł. Michał Tōzō
- Bł. Paweł Shinsuke
- Bł. Piotr Onizuka Sadayū
- Bł. Piotr Rinshei
- Bł. Piotr Sanpō
- Bł. Sebastian Kimura
- Bł. Szymon Enpō
- Bł. Tomasz Akahoshi
- Bł. Tomasz Tsūji
- Bł. Wincenty Kaǔn

#### Franciszkanie

##### Alkantarzyści
- Bł. Antoni od św. Franciszka
- Bł. Dominik od św. Franciszka
- Bł. Franciszek od św. Bonawentury
- Bł. Paweł od św. Klary

##### Obserwanci
- Bł. Ludwik Sasada

#### Tercjarze augustiańscy
- Bł. Jan Mikunō Chōzaburō
- Bł. Mancjusz Yukimoto Ichizaemon
- Bł. Michał Ichinose Sukezaemon
- Bł. Piotr Sawaguchi Kuhyōe
- Bł. Tomasz Terai Kahyōe
- Bł. Wawrzyniec Kaida Hachizō

#### Tercjarze dominikańscy
- Bł. Aleksy Sanbashi Saburō[a]
- Bł. Dominik Shobyōye
- Bł. Franciszka Pinzokere
- Bł. Gajusz Akashi Jiemon
- Bł. Jakub Hayashida
- Bł. Jan Imamura
- Bł. Jan Tomachi[b]
- Bł. Kacper Koteda[a]
- Bł. Leon Aibara
- Bł. Leon Kurōbyōe Nakamura
- Bł. Ludwik Nihachi[a][b]
- Bł. Łucja Omura[b]
- Bł. Magdalena Kiyota
- Bł. Maria Tanaka
- Bł. Mateusz Alvarez Anjin[b]
- Bł. Michał Himonoya
- Bł. Michał Yamada Kasahashi[b]
- Bł. Paweł Aibara Sandayū
- Bł. Paweł Himonoya
- Bł. Paweł Nagaishi[a]
- Bł. Paweł Tanaka
- Bł. Roman Aibara[b]

#### Tercjarze franciszkańscy
- Bł. Franciszek Kuhyōe[a]
- Bł. Hieronim od Krzyża Iyo
- Bł. Kacper Vaz
- Bł. Leon Satsuma[a]
- Bł. Ludwik Baba[a]
- Bł. Ludwik Maki Soetsu
- Bł. Ludwik Matsuo Soyemon
- Bł. Łucja de Freitas
- Bł. Łukasz Tsuji Kyūemon
- Bł. Marcin Gómez Tōzaemon
- Bł. Maria Vaz
- Bł. Michał Koga Kizayemon
- Bł. Tomasz Satō Shin’emon

#### Bractwo Różańcowe
- Bł. Agnieszka Takeya
- Bł. Aleksy Nakamura
- Bł. Andrzej Murayama Tokuan
- Bł. Andrzej Yoshida
- Bł. Antoni Hamanomachi (Koreańczyk)
- Bł. Antoni Sanga[a]
- Bł. Antoni Yamada
- Bł. Antoni Kimura
- Bł. Apolonia z Nagasaki
- Bł. Bartłomiej Kawano Shichiemon
- Bł. Bartłomiej Mohyōe
- Bł. Bartłomiej Seki
- Bł. Damian Tanda Yaichi
- Bł. Dominik Nakano
- Bł. Dominik Yamada
- Bł. Dominika Ogata
- Bł. Jakub Bunzō
- Bł. Jakub Matsuo Denji
- Bł. Jan Iwanaga
- Bł. Jan Miyazaki Soemon
- Bł. Jan Motoyama
- Bł. Jan Nagata Matashichi
- Bł. Jan Yagō (prawdopodobnie Koreańczyk)
- Bł. Jan Yoshida Shōun
- Bł. Joachim Hirayama
- Bł. Kacper Ueda Hikojirō
- Bł. Klara Yamada
- Bł. Klemens Ono
- Bł. Kosma Takeya Sozaburō
- Bł. Katarzyna z Nagasaki
- Bł. Leon Nakanishi
- Bł. Leon Sukeemon
- Bł. Maciej Kozasa
- Bł. Maciej Nakano
- Bł. Magdalena Kiyota
- Bł. Magdalena Sanga
- Bł. Marek Takenoshita Sin’emon
- Bł. Maria Gengorō
- Bł. Maria Hamanomachi
- Bł. Maria Murayama
- Bł. Maria Tanaura
- Bł. Maria Yoshida
- Bł. Michał Hori
- Bł. Michał Takeshita
- Bł. Paweł Sankichi
- Bł. Roman Motoyama Myotarō
- Bł. Rufus Ishimoto
- Bł. Szymon Kiyota Bokusai[a]
- Bł. Tekla Nagaishi
- Bł. Tomasz Gengorō
- Bł. Tomasz Koteda Kyūmi
- Bł. Tomasz Koyanagi
- Bł. Tomasz Shichirō
- Bł. Wawrzyniec Ikegami Rokusuke

#### Katechiści
- Bł. Gajusz z Nagasaki
- Bł. Leon Tanaka
- Bł. Maciej z Nagasaki

#### Pozostali świeccy
- Bł. Andrzej Yakichi
- Bł. Antoni Ono
- Bł. Dominik Magoshichi
- Bł. Dominik Nihachi
- Bł. Dominik Tomachi
- Bł. Franciszek Nihachi
- Bł. Franciszek Takeya
- Bł. Franciszek Yakichi
- Bł. Jan Hamanomachi
- Bł. Jan Maki Jizaemon
- Bł. Jan Onizuka Naizen
- Bł. Jan Tanaka
- Bł. Katarzyna Tanaka
- Bł. Klemens Kyūemon
- Bł. Ludwik Onizuka
- Bł. Ludwik Yakichi
- Bł. Łucja Yakichi
- Bł. Maciej Araki Hyōzaemon
- Bł. Mancjusz Araki Kyūzaburō
- Bł. Michał Tanda
- Bł. Michał Tomachi
- Bł. Monika Onizuka
- Bł. Paweł Tomachi
- Bł. Piotr Araki Chobyōe
- Bł. Piotr Hamanomachi
- Bł. Piotr Kawano
- Bł. Piotr Nagaishi
- Bł. Tomasz Tomachi
- Bł. Wawrzyniec Yamada
- Bł. Zuzanna Araki

### Zagraniczni misjonarze

#### Augustianie
- Bł. Bartłomiej Gutierrez Rodriguez
- Bł. Ferdynand Ayala
- Bł. Franciszek od Jezusa Terrero de Ortega Pérez
- Bł. Piotr de Zúñiga
- Bł. Wincenty od św. Antoniego Simões de Carvalho

#### Dominikanie
- Bł. Anioł od św. Wincentego Ferreriusza Orsucci
- Bł. Alfons de Mena
- Bł. Alfons z Navarrete
- Bł. Dominik Castellet Vinale
- Bł. Franciszek Morales Sedeño
- Bł. Jacek Orfanell Prades
- Bł. Jan Martínez Cid
- Bł. Józef Negro Maroto
- Bł. Ludwik Exarch
- Bł. Ludwik Flores
- Bł. Piotr od św. Katarzyny Vazquez
- Bł. Tomasz od Ducha Świętego de Zumárraga Lazacano

#### Franciszkanie

##### Alkantarzyści
- Bł. Antoni od św. Franciszka
- Bł. Franciszek Galvez Iranzo
- Bł. Franciszek od św. Marii
- Bł. Gabriel od św. Magdaleny Tarazona Rodríguez
- Bł. Piotr od Wniebowzięcia
- Bł. Piotr z Ávili
- Bł. Wincenty od św. Józefa Ramírez

##### Obserwanci
- Bł. Apolinary Franco Garcia
- Bł. Bartłomiej Diaz Laurel
- Bł. Jan Santamarta
- Bł. Ludwik Sotelo
- Bł. Ryszard od św. Anny

#### Jezuici
- Bł. Ambroży Fernandes
- Bł. Baltazar de Torres Arias
- Bł. Franciszek Pacheco
- Bł. Hieronim de Angelis
- Bł. Jakub Carvalho
- Bł. Jan Chrzciciel Machado de Távora
- Bł. Jan Chrzciciel Zola
- Bł. Kamil Constanzi
- Bł. Karol Spinola
- Bł. Michał Carvalho
- Bł. Piotr Paweł Navarro

#### Świeccy
- Bł. Dominik Jorge
- Bł. Ignacy Jorge-Fernandes
- Bł. Izabela Fernandes